# Zákányszék
Zákányszék község Csongrád-Csanád vármegye Mórahalmi járásában.

## Fekvése
A Dél-Alföldön fekszik, Szegedtől nagyjából 20 kilométerre nyugatra. A szomszédos települések: észak felől Bordány, kelet felől Domaszék, dél felől Mórahalom, nyugat felől Ruzsa, északnyugat felől pedig Üllés.

### Megközelítése
A település központján, annak főutcájaként az 5432-es út húzódik végig, Bordánytól Mórahalomig haladva, északkelet-délnyugati irányban. Kelet-nyugati irányban áthalad még a község határai közt a Domaszéktől Öttömösig vezető 5431-es út is, de utóbbi itt lakott területeket nemigen érint.

## Története
Zákány északi részén a késői bronzkorból való leleteket találtak a régészek, amely azt bizonyítja, hogy itt avarok éltek. I.e. 1000 körül már település volt ezen a részen. 
Az első írásos emlék II. Béla királynak a dömösi prépostság alapítására vonatkozó levele, melyben Villa Sakani néven kerül említésre a település.
A település legősibb feljegyzett nevét a Zákány családtól kapta. A családnak jószágai, birtokai voltak itt.
A tatárjárás előtt a kunok foglalták el ezt a területet.
A majdhogynem parlagon heverő hatalmas pusztákat Mátyás király engedélye alapján a szegedi polgárok is használhatták a kunokkal együtt.
III. Károly király 1731. május 11-én kelt oklevelében Szeged városának adományozza ezt a területet.
Alsóvárosi családok települtek ki a közel eső homokföldekre, a mocsaras, vizes területekről kiemelkedő halmokra, azaz „högyekre” („högy” annyi mint „hegy”, a Szeged-környéki ö-zős tájszólásban). Ezek a „högyek” legtöbbször a telepítő gazda nevét viselték, pl.: Szögi-högy, Daka-högy, Lengyel-högy, Kispap-högy stb. 
A szegedi polgárok szőlőt telepítettek itt. A nagyobb tagba telepített szőlők megkívánták a gondozást, így csőszházakat, állandó jellegű hajlékot építettek. Az 1800-as évek első harmadában kezdték kibontakoztatni a hatalmas pusztákon a tanyavilágot. 
A terület két részre oszlott: Felső- és Alsótanyára. Nagy kiterjedésű tanyavilág jött létre, melynek közigazgatása sok problémát okozott. 1891-ben Alsótanyán, 1893-ban pedig Felsőtanyán közigazgatási kirendeltséget állítottak fel. A város körüli tanyavilágot kapitányságokra osztotta fel a város hatósága, melyek kapitánya egy-egy jómódú gazda volt. Zákány kapitányság Szeged Alsótanyához tartozott.
A kapitányság gócpontjában Zabosfa néven alakult ki a mai község elődje, Lengyelkápolna. A Zabosfa név érdekes helyi hagyományon alapul. Valamikor a legenda szerint egy öreg nyárfa állt itt, melynek odvából mindig kikelt néhány szál zab. Csodával magyarázták ezt az emberek, innét a helységrész Zabosfa elnevezése. 
A Lengyelkápolna név a település történetében jelentős szerepet játszó Lengyel család nevéhez fűződik. E család tagjai kápolnát építtettek itt. Egy későbbi leszármazott, Lengyel István 1922-ben tartott beszéde tanúsága szerint „nemzetes Lengyel Pál és hitvese, Apczi Apolló nemzetes asszony volt törzse annak a családnak, mely a kápolnát építtette.” Az adatok szerint már ők is foglalkoztak a kegyhely felállításával, s ezt az elképzelést legkisebb fiuk, Lengyel Alajos is magáévá tette. Nénje, Kapitány Istvánné, sz. Lengyel Jozefa, öccse meggyőzésére 30 évi tanítói pályán szerzett vagyonát arra áldozza, hogy 1840-ben kőkeresztet és harangot állíttat, majd 1842-ben részben saját vagyonából, részben testvérei Alajos és János közreműködésével a körüllevő tanyák birtokosainak közadakozásból 1843-ban a kápolna is felépül. A kápolna tornyát 1845-től építik, a torony alapjában elhelyezett emlékiratot Tóth János dr. szerkeszti, aki később Szeged kül- és belterületi iskoláinak igazgatója, de mindvégig a tanyai iskolák és a tanyai nép buzgó támogatója. A kápolnába messze földről eljár a nép, nevezetes egyházi méltóságok miséznek itt előszeretettel.

## Közélete

### Polgármesterei
- 1990–1994: Gárgyán István (független)[3]
- 1994–1998: Gárgyán István (független)[4]
- 1998–2002: Dr. Kovács József (független)[5]
- 2002–2006: Dr. Kovács József (Fidesz-MDF-Kisgazda Polgári Egyesület-MKDSZ)[6]
- 2006–2010: Matuszka Antal István (független)[7]
- 2010–2014: Matuszka Antal István (Fidesz)[8]
- 2014–2019: Matuszka Antal István (Fidesz)[9]
- 2019–2024: Matuszka Antal István (Fidesz-KDNP)[10]
- 2024– : Matuszka Antal István (Fidesz-KDNP)[1]

## Népesség
A település népességének változása:
| Lakosok száma | 2697 | 2670 | 2720 | 2723 | 2699 | 2647 | 2672 |
|               | 2013 | 2014 | 2017 | 2021 | 2022 | 2023 | 2024 |

2001-ben a település lakosságának közel 100%-a magyar nemzetiségűnek vallotta magát.
A 2011-es népszámlálás során a lakosok 94,6%-a magyarnak, 0,6% németnek, 2% románnak, 0,5% szerbnek mondta magát (5,3% nem nyilatkozott; a kettős identitások miatt a végösszeg nagyobb lehet 100%-nál). A vallási megoszlás a következő volt: római katolikus 75,2%, református 3%, felekezeten kívüli 7,9% (11,9% nem nyilatkozott).
2022-ben a lakosság 91,1%-a vallotta magát magyarnak, 1,6% cigánynak, 0,8% románnak, 0,4% németnek, 0,3% szerbnek, 0,1-0,1% horvátnak, bolgárnak, ukránnak és szlováknak, 2,7% egyéb, nem hazai nemzetiségűnek (8,4% nem nyilatkozott; a kettős identitások miatt a végösszeg nagyobb lehet 100%-nál). Vallásuk szerint 51,1% volt római katolikus, 2,2% református, 0,3% evangélikus, 0,1% görög katolikus, 0,1% ortodox, 1,4% egyéb keresztény, 1,5% egyéb katolikus, 8,7% felekezeten kívüli (34,4% nem válaszolt).

## Nevezetességei
A település lakosságának zöme jelenleg is a mezőgazdaságból él, a szántóföldi kultúrák mellett egyre nagyobb szerepe van az üvegházi és fóliás termesztésnek, valamint a faluban közel 100 éves hagyományra visszatekintő őszibarack termelésnek.
Legértékesebb természeti területei a Lódri szikestó, az „Ezerarcú sömlyék” és a nagy vidraállománnyal rendelkező „Csúcs-zsombó”.
Szépen kiépített erdei pihenő, madárvárta szolgálja a családok, csoportok szabadidős kikapcsolódását.
Egyre több lovastanya áll az ilyen jellegű programokat igénybevenni szándékozó vendégek rendelkezésére.
A Móra Ferenc utca végében lévő 110 éves kocsányos tölgy őrzi emlékét az ültető Vass családnak, akik már 150 éve művelik a közeli gazdaságot.